# Martin Schultze
Martin Schultze (* 11. Januar 1835 in Nordhausen; † 10. September 1899 in Ellrich) war ein deutscher Pädagoge und Sprachforscher.

## Leben
Martin Schultze wurde als Sohn des aus Dresden stammenden Heinrich August Schultze (1818–1883), Organist an der Jacobikirche und seit 1862 königlicher Musikdirektor, und seiner Frau Wilhelmine Ebert geboren. Das Paar hatte drei Jungen und zwei Mädchen.
Martin besuchte das Gymnasium in Nordhausen und studierte ab 1855 Theologie an der Universität Halle. Angeregt durch griechische Mitstudenten, verbesserte er seine Sprachkenntnisse und wurde daraufhin im Haus des österreichischen Konsuls F. Haas in Epirus im Nordwesten Griechenlands abgestellt. 1858 reiste er mit der Familie Haas durch Griechenland und Kleinasien. In Rustschuk (Bulgarien) lehrte er zwei Jahre als Hauslehrer und arbeitete danach in dieser Stellung in Hilversum, Elbing und Thorn. Von 1869 bis 1877 war Schultze Schulleiter der höheren Töchterschule in Cüstrin.
Schultze beschäftigte sich mit zahlreichen Sprachen. 1874 veröffentlichte er Idioticon der Nord-Thüringischen Mundart über den Nordthüringischen Dialekt in Nordhausen.
Von 1877 bis 1879 machte er Reisen in Italien, Frankreich und der Schweiz. Von 1877 bis 1885 war er Rektor am Realgymnasium in Oldesloe. Aufgrund eines Augenleidens musste er in den Ruhestand gehen und siedelte 1894 nach Ellrich über, wo seine Schwester ihn betreute. Hier verstarb er 1899.

## Werke (Auswahl)
- Grammatik der aramäischen Muttersprache Jesu. Calvary, Berlin 1899.
- Grammatik der altpreussischen Sprache. Scholtze, Leipzig 1897.
- Grammatik der hindustanischen Sprache. Scholtze, Leipzig 1894.
- Zur Formenlehre des semitischen Verbs. Konegen, Wien 1886.
- English readings. Englisches Lehrbuch für die Mittelklassen höherer Schulen. Lambert, Thorn 1880.
- Alt-Heidnisches in der angelsächsischen Poesie speciell im Beowulfsliede. Calvary, Berlin 1877.
- Handbuch der ebräischen Mythologie. Förstemann, Nordhausen 1876.
- Idioticon der Nord-Thüringischen Mundart. Förstemann, Nordhausen 1874. Digitalisat
- Indogermanisch, semitisch und hamitisch. Calvary, Berlin 1873.
- Über den Lautwerth der Griechischen Schriftzeichen. Lambeck, Thorn 1872.
- Geschichte der alt-'ebräischen Literatur. Lambeck, Thorn 1870.
- Kleine Grammatik der englischen Sprache. Lambeck, Thorn 1869.
- Handbuch der persischen Sprache. Neumann-Hartmann, Elbing 1863.

## Externe Verweise
- Literatur von und über Martin Schultze im Katalog der Deutschen Nationalbibliothek
- Biografie bei NordhausenWiki

| Personendaten    | Personendaten                         |
| ---------------- | ------------------------------------- |
| NAME             | Schultze, Martin                      |
| KURZBESCHREIBUNG | deutscher Pädagoge und Sprachforscher |
| GEBURTSDATUM     | 11. Januar 1835                       |
| GEBURTSORT       | Nordhausen                            |
| STERBEDATUM      | 10. September 1899                    |
| STERBEORT        | Ellrich                               |